# Libuš
Pour la commune du district d'Olomouc, voir Liboš.
Libuš (en allemand Libusch) est un quartier pragois situé dans le sud de la capitale tchèque, appartenant à l'arrondissement de Prague 12, d'une superficie de 157,7 hectares est un quartier de Prague. En 2018, la population était de 6 015 habitants.
La ville est devenue une partie de Prague en 1968.